# Altenburg (Wolfstein)
Die Altenburg ist eine von Ernst Christmann vermutete, jedoch nicht nachgewiesene Burgstelle beim Reckweilerhof nahe bei Wolfstein im Landkreis Kusel in Rheinland-Pfalz.
Der Name Altenburg ist nur durch Flurnamen belegt und bezieht sich auf eine Feldstelle beim Reckweilerhof. Die früheste Nennung datiert ins Jahr 1560. Sichtbare Spuren gibt es nicht. Die Bezeichnung deutet darauf hin, dass im 16. Jahrhundert noch Reste einer namentlich unbekannten Befestigung zu sehen waren, Urkundenbelege oder Bodenfunde für eine Befestigung sind jedoch nicht vorhanden. Christmann vermutet eine frühmittelalterliche Anlage. Für eine Befestigungslage würde die Spornlage (Spornburg) auf einem schmalen Bergausläufer oberhalb des Reckweilerhofes sprechen.